# Felipe Meliá Bernabeu
Felipe Meliá Bernabeu (Valencia, 1 de enero de 1898-Ciudad de México, 1973) fue un comediógrafo español de los años 30 del siglo XX.

## Biografía
Estuvo casado con la actriz Josefina Tapias, que trabajaba para la compañía teatral de Margarita Xirgu.
Se calcula que su producción en valenciano asciende a unas quince obras, entre las que cabe citar, por ser la más popular y apreciada por el público de su época, la conocida como “¡Páre vosté la burra, amic!”. Se estrenó en el Teatro Moderno de Valencia, el 2 de mayo de 1928. Se trata de una farsa valenciana en dos actos, escrita en prosa. Su ortografía en valenciano no era de una perfección destacable, importándole más los efectos fonéticos de los diálogos que la ortografía en sí.
También escribió en castellano, utilizando la comedia como estilo de sus obras. Destacan las obras ”Guiñapos”, estrenada en 1938 en la sala Romea de Barcelona y “No jugar con el pueblo”, que fue premiada en 1938 en el concurso convocado por la Comisión Interventora de Espectáculos de Cataluña.
Además, en valencia fue asiduo colaborador en la colecciones “Nostre Teatro”, “Teatro Valensià" y “Nostres comèdies”. Trabajó durante el período de la guerra civil del 36, destacando en esta época las obras: “Encara queda sol en la torreta”, “Jugant, jugant”, “El malcarat”, “Pobrets, però honradets!”, “Patrons i proletaris”, “Riallles” y “El metge improvisat”.
Una vez acabada la guerra, consiguió llegar a Francia, pero estuvo durante un breve período en un campo de concentración, consiguiendo el 1 de diciembre de 1939 zarpar del puerto de Burdeos en el barco “De Lassalle”, dirección República Dominicana. El 19 de diciembre de ese mismo año llega a Ciudad Trujillo, viéndose obligado a trabajar como temporero en una plantación de patatas situada en el conocido como “El Corral de los Indios”.
Por su parte, su mujer, consiguió llegar a Argentina, desde donde trató de reencontrarse con él, enviándole un cheque para poder llegar a donde ella residía. Pero Felipe Meliá parece que no hizo movimiento alguno al respecto.
Finalmente llegó a México a principios de 1941, ayudado por Carlos Esplá, secretario de la Junta de Auxilio a los Republicanos Españoles, y es aquí , en México, donde se integra en la Casa Regional Valenciana.
Su vida en México no fue fácil, trabajando entre otras cosas en una imprenta como corrector de pruebas.
No se sabe mucho más de él, salvo la opinión de los que le conocían que los consideraban una persona delgada, aseada y solitaria, a la que le gustaba, fumar y tomar café.